# 手塚プロダクション
株式会社手塚プロダクション（てづかプロダクション、英: TEZUKA PRODUCTIONS Co., Ltd.）は、日本のアニメ制作会社。日本動画協会正会員。

## 概要
東京都新宿区高田馬場4丁目に本社（『鉄腕アトム』の舞台という縁に由来）、埼玉県新座市野火止4丁目にアニメーション制作スタジオ（手塚の自宅があるという縁に由来）、兵庫県宝塚市に宝塚事務所（手塚が幼少期を過ごした縁に由来）、中国にアニメーション制作関連会社として北京写楽美術芸術品有限公司がある。
手塚治虫作品の著作権管理とアニメーション制作を主な業務としているが、その他企業のキャラクター制作も手がけており、鈴鹿サーキットや多摩テック（閉鎖）のキャラクター「コチラちゃん」、三重県鈴鹿市の公式キャラクター「ベルディ」、岐阜県世界淡水魚園水族館（アクア・トトぎふ）のキャラクター、工事中を案内する看板のキャラクターも制作している。
その他、手塚治虫キャラクターグッズの制作・販売、イベントの企画・制作、宝塚市立手塚治虫記念館、京都駅ビルにあるKYOTO手塚治虫ワールド（2011年1月閉館）の運営なども手がける。また朝日新聞社と提携して手塚治虫文化賞を設け、優れた漫画作品を表彰している。

## 歴史
1961年、手塚治虫がアニメーション制作のため「手塚治虫プロダクション動画部」を設立。1962年「株式会社虫プロダクション」（以降虫プロ、旧虫プロ）として法人化。社長は手塚自身が務めた。1966年、その子会社として版権・出版・営業業務を請け負う虫プロ商事株式会社を設立した。
1968年、手塚は漫画制作・管理のための別会社として、中野区上鷺宮に「株式会社手塚プロダクション（以降手塚プロ）」を設立した。これによりアニメ制作は虫プロ、漫画制作は手塚プロに切り分けた。手塚プロは高田馬場に移転するまでの1970年から1976年に、富士見台の越後屋ビル（現存）の2・3階を借りていた。3階で手塚は集中して漫画の執筆に励み、2階ではスタッフがアシスタント業務及び給料計算や、漫画の著作権管理など事務処理を行った。
当初、虫プロは手塚治虫原作漫画を基にしたアニメを制作していたが、スポンサーがついて制作にのせることのできた作品の数はそれほど多くなかった。このため虫プロは1960年代後半以降は、手塚原作以外の作品もアニメ化するようになった。手塚作品のアニメがほぼ無くなった1971年に、手塚は虫プロ社長を退任した。
この頃、手塚プロダクション内部にもアニメ部門が作られアニメの制作が開始されたが、当初は虫プロの下請け的活動が主であった。この頃には企業宣伝用の超短編作品が数本とテレビシリーズ版『ふしぎなメルモ』（1971年放映開始）が制作されている。
手塚の虫プロ社長退任前後から虫プロ商事内部では紛争が始まり、大規模な労働争議へと発展、これは後に虫プロにも飛び火して多くのスタッフが退職していった。この社内の不安定な状況に加え、受注減や制作費の高騰、劇場版映画の興行的失敗、銀行が融資を引き上げたことも重なり、資金環境が急激に悪化。虫プロ商事と虫プロは1973年に相次いで倒産した。手塚自身は虫プロに対して手形保証など個人レベルでの債務が残っていたため事後処理に追われ、多額の経済的損失も被ったが、手塚プロは資本の面で虫プロとはほぼ関係が無かったことで連鎖倒産は免れた。手塚自身にとっても漫画制作の基盤を失わずに済んだのは幸運であったという。
旧虫プロの倒産後、1977年に旧虫プロの労働組合が中心となって「虫プロダクション株式会社」（以降新虫プロ）が設立された。この際、倒産前の旧虫プロで制作した作品の著作権は一度手塚から新虫プロに譲渡されたため、新虫プロ設立後にビデオソフト化されたモノクロ版鉄腕アトムなどについては、原作の著作権者として手塚プロダクション、アニメの著作権者として虫プロダクションの名が入るという形が採られていたが、2019年現在においては手塚治虫原作の作品については手塚プロダクション（『ワンサくん』の映像管理は東北新社）に権利を委託していることが公式ウェブサイトで告知されている。なお手塚プロダクションと新虫プロは、旧虫プロの設立に手塚が関わった点と、新虫プロ初の連続テレビアニメ『ワンダービートS』の制作に手塚が参加したことや、前述の手塚原作作品の権利受委託などの手塚治虫自身とその遺族・関係者を通じた人的なものを除くと資本的な面では関係が無い。
旧虫プロの倒産以後は、手塚プロダクションは独自に手塚漫画作品を原作とするアニメ作品を制作するようになった。後に人材リソースを活用するため日本国内他社が制作する作品のグロス請けを受注するなど、一般的なアニメ制作プロダクションとしての事業も行うようになった。2007年以降からは旧虫プロの出身者が多く居て人的な係わり合いのあるマッドハウス作品制作への協力も行っている。
漫画制作のために設立された経緯から漫画部が存在していたが、手塚の没後、元アシスタントの伴俊男による伝記漫画『手塚治虫物語』（『アサヒグラフ』1989年8月25日号から1991年7月26日号まで連載、1992年刊）の制作を経て、1992年5月に漫画部は解散した。

## 主な作品

### テレビアニメ
| 開始年 | 放送期間          | タイトル                                                     | 監督                          | アニメーション プロデューサー | 備考                                 |
| ------ | ----------------- | ------------------------------------------------------------ | ----------------------------- | ----------------------------- | ------------------------------------ |
| 1971年 | 10月 - 1972年3月  | ふしぎなメルモ                                               | 永樹凡人 正延宏三             | N/A                           |                                      |
| 1980年 | 10月 - 1981年12月 | 鉄腕アトム（第2作）                                          | 石黒昇                        | N/A                           |                                      |
| 1989年 | 4月 - 1990年3月   | 青いブリンク                                                 | 手塚治虫（総） 原征太郎       | 松谷孝征 由井正俊             |                                      |
| 1989年 | 10月 - 1990年10月 | ジャングル大帝（リメイク版）                                 | 宇井孝司                      | 勝田稔男                      |                                      |
| 1990年 | 10月 - 1991年9月  | 三つ目がとおる                                               | うえだひでひと                | N/A                           |                                      |
| 1991年 | 7月 - 1992年5月   | おにいさまへ…                                                | 出崎統                        | 永山邦明                      |                                      |
| 1997年 | 4月 - 5月         | 手塚治虫の旧約聖書物語                                       | 出崎統                        | N/A                           |                                      |
| 1997年 | 4月 - 1999年5月   | 白鯨伝説                                                     | 出崎統                        | N/A                           | 第19話以降                           |
| 2003年 | 4月 - 2004年3月   | ASTRO BOY 鉄腕アトム                                         | 小中和哉                      | N/A                           |                                      |
| 2004年 | 4月 - 6月         | 火の鳥                                                       | 高橋良輔                      | N/A                           |                                      |
| 2004年 | 10月 - 2006年7月  | ブラック・ジャック                                           | 手塚眞                        | 大石光明 大澤宏志             |                                      |
| 2006年 | 4月 - 9月         | ブラック・ジャック21                                         | 手塚眞                        | 大石光明 大澤宏志             |                                      |
| 2007年 | 10月 - 2008年3月  | もっけ                                                       | 西田正義                      | 宇田川純男 橋本信太郎         | 共同制作：マッドハウス               |
| 2009年 | 1月 - 3月         | 源氏物語千年紀 Genji                                         | 出崎統                        | 橋本信太郎                    | 共同制作：トムス・エンタテインメント |
| 2012年 | 4月 - 6月         | 坂道のアポロン                                               | 渡辺信一郎                    | 宇田川純男                    | 共同制作：MAPPA                      |
| 2014年 | 3月 - 4月         | ろぼっとアトム                                               | 手塚眞（総） 西田正義         | N/A                           | 共同制作：チャンネルズTV             |
| 2015年 | 1月 - 3月         | 戦国無双                                                     | 於地紘仁                      | 橋本信太郎                    | 共同制作：TYOアニメーションズ        |
| 2015年 | 10月 - 12月       | ヤングブラック・ジャック                                     | 加瀬充子                      | N/A                           |                                      |
| 2018年 | 1月 - 3月         | だがしかし2                                                  | 桑原智                        | 宇田川純男 大澤宏志           | 設定協力：feel.                      |
| 2019年 | 1月 - 6月         | どろろ                                                       | 古橋一浩                      | 松永理人                      | 共同制作：MAPPA                      |
| 2019年 | 1月 - 3月         | 五等分の花嫁                                                 | 桑原智                        | 宇田川純男 大澤宏志           |                                      |
| 2019年 | 1月 - 3月         | 臨死!!江古田ちゃん                                           | 高橋良輔                      | 別府洋一                      | 第6話担当                            |
| 2020年 | 10月 - 12月       | 安達としまむら                                               | 桑原智                        | 宇田川純男                    |                                      |
| 2021年 | 4月 - 6月         | 異世界魔王と召喚少女の奴隷魔術Ω                              | 桑原智                        | 大澤宏志                      | 共同制作：オクルトノボル             |
| 2021年 | 7月 - 9月         | カノジョも彼女                                               | 桑原智                        | 大澤宏志                      |                                      |
| 2021年 | 10月 - 12月       | MUTEKING THE Dancing HERO                                    | 高橋良輔（総） サトウユーゾー | 武藤貴彦                      | 共同制作：タツノコプロ               |
| 2022年 | 4月 - 7月         | 魔法使い黎明期                                               | 桑原智                        | 大澤宏志                      |                                      |
| 2022年 | 10月 - 2023年9月  | まめきちまめこニートの日常                                   | 桑原智                        | 大澤宏志                      |                                      |
| 2023年 | 1月 - 3月         | ツンデレ悪役令嬢リーゼロッテと実況の遠藤くんと解説の小林さん | 吉村文宏                      | 大石光明                      |                                      |
| 2023年 | 4月 - 6月         | マイホームヒーロー                                           | 亀井隆                        | 宇田川純男 神山翔太郎         |                                      |
| 2023年 | 4月 - 6月         | 女神のカフェテラス                                           | 桑原智                        | 大澤宏志                      |                                      |
| 2023年 | 10月 - 12月       | アンダーニンジャ                                             | 桑原智                        | 大澤宏志 イ・キョング         |                                      |
| 2024年 | 4月 - 9月         | ザ・ファブル                                                 | 高橋良輔                      | 宇田川純男 柴田萌々           |                                      |
| 2024年 | 7月 - 9月         | 僕の妻は感情がない                                           | 吉村文宏                      | 宇田川純男 周黙涵             |                                      |
| 2024年 | 7月 - 9月         | 女神のカフェテラス（第2期）                                  | 桑原智                        | 大澤宏志                      |                                      |
| 2026年 | 未公表            | 幼馴染とはラブコメにならない                                 | 未公表                        | 未公表                        |                                      |

### テレビスペシャル
| 放映年 | タイトル                                                 |
| ------ | -------------------------------------------------------- |
| 1978年 | 100万年地球の旅 バンダーブック                           |
| 1979年 | 海底超特急マリンエクスプレス                             |
| 1980年 | フウムーン                                               |
| 1981年 | ブレーメン4 地獄の中の天使たち                           |
| 1983年 | タイムスリップ10000年プライム・ローズ                    |
| 1984年 | 大自然の魔獣バギ                                         |
| 1986年 | 銀河探査2100年 ボーダープラネット                        |
| 1989年 | 手塚治虫物語 ぼくの孫悟空                                |
| 1999年 | 手塚治虫アカデミー大賞                                   |
| 2000年 | 手塚治虫が消えた!? 20世紀最後の怪事件                    |
| 2003年 | ブラック・ジャック2時間スペシャル〜命をめぐる4つの奇跡〜 |
| 2009年 | ジャングル大帝 -勇気が未来をかえる-                      |

### 劇場アニメ
| 公開年 | タイトル                                    | 備考                                                                 |
| ------ | ------------------------------------------- | -------------------------------------------------------------------- |
| 1970年 | おかしな一日                                | 短編映画                                                             |
| 1970年 | 氷の国のミースケ                            | 短編映画                                                             |
| 1970年 | 南へ行ったミースケ                          | 短編映画                                                             |
| 1979年 | ユニコ黒い雲と白い羽                        | 短編映画                                                             |
| 1980年 | 火の鳥2772 愛のコスモゾーン                 | 劇場用アニメーション                                                 |
| 1984年 | JUMPING                                     | 実験アニメ                                                           |
| 1985年 | おんぼろフィルム                            | 実験アニメ                                                           |
| 1987年 | PUSH                                        | 実験アニメ                                                           |
| 1987年 | 村正                                        | 実験アニメ                                                           |
| 1987年 | 森の伝説                                    | 実験アニメ                                                           |
| 1988年 | 自画像                                      | 実験アニメ                                                           |
| 1996年 | ブラック・ジャック（劇場版）                | 劇場用アニメーション                                                 |
| 1997年 | ジャングル大帝（劇場版）                    | 劇場用アニメーション                                                 |
| 2003年 | ぼくの孫悟空                                | 劇場用アニメーション                                                 |
| 2005年 | ブラック・ジャック ふたりの黒い医者         | 劇場用アニメーション                                                 |
| 2005年 | Dr.ピノコの森の冒険                         | 短編映画                                                             |
| 2005年 | ASTRO BOY 鉄腕アトム 10万光年の来訪者・IGZA | 劇場用アニメーション                                                 |
| 2012年 | グスコーブドリの伝記                        | 劇場用アニメーション                                                 |
| 2015年 | クミとチューリップ                          | 2014年度若手アニメーター育成プロジェクト「アニメミライ2015」参加作品 |
| 2016年 | かっちけねぇ!                               | 2015年度若手アニメーター育成プロジェクト「あにめたまご2016」参加作品 |
| 2021年 | さよなら、ティラノ                          | 劇場用アニメーション                                                 |

### OVA
| 発売年 | タイトル                            | 備考                    |
| ------ | ----------------------------------- | ----------------------- |
| 1983年 | ライオンブックス                    | -1993年                 |
| 1991年 | アニメ交響詩ジャングル大帝          |                         |
| 1993年 | マグマ大使                          |                         |
| 1993年 | ブラック・ジャック（OVA版）         | -2011年                 |
| 1998年 | ゴルゴ13〜QUEEN BEE〜               |                         |
| 2000年 | ブラック・ジャック 空からきた子ども | 共同制作:秋田書店       |
| 2009年 | ravex in TEZUKA WORLD               |                         |
| 2018年 | テニスの王子様 BEST GAMES!!         | -2020年、共同制作:M.S.C |

### 制作協力
| 年     | タイトル                                  | 制作元請                                       | 備考              |
| ------ | ----------------------------------------- | ---------------------------------------------- | ----------------- |
| 1981年 | ユニコ                                    | サンリオ、マッドハウス                         | 制作協力          |
| 1982年 | 手塚治虫のドン・ドラキュラ                | じんプロダクション                             | 企画協力          |
| 1983年 | ユニコ 魔法の島へ                         | サンリオ、マッドハウス                         | 制作協力          |
| 1985年 | 悪魔島のプリンス 三つ目がとおる           | 東映動画                                       | 企画協力          |
| 1985年 | ラブ・ポジション ハレー伝説               | サンシャイン・コーポレーション・オブ・ジャパン | 製作              |
| 1986年 | 火の鳥 鳳凰編                             | マッドハウス                                   | 企画協力          |
| 1987年 | 火の鳥 ヤマト編                           | マッドハウス                                   | 企画協力          |
| 1987年 | 火の鳥 宇宙編                             | マッドハウス                                   | 企画協力          |
| 1988年 | AKIRA (1988年の映画)                      | 東京ムービー新社                               | 動画協力          |
| 1996年 | ソニック・ザ・ヘッジホッグ（OVA版）       | スタジオぴえろ                                 | 動画、仕上        |
| 2001年 | メトロポリス                              | マッドハウス                                   | 企画協力          |
| 2007年 | ねずみ物語 〜ジョージとジェラルドの冒険〜 | マッドハウス                                   | 制作協力          |
| 2008年 | アリソンとリリア                          | マッドハウス                                   | 制作協力          |
| 2008年 | ウルトラヴァイオレット:コード044          | マッドハウス                                   | 制作協力          |
| 2011年 | 手塚治虫のブッダ -赤い砂漠よ!美しく-      | 東映アニメーション                             | 制作協力          |
| 2014年 | BUDDHA2 手塚治虫のブッダ -終わりなき旅-   | 東映アニメーション                             | 制作協力          |
| 2017年 | アトム ザ・ビギニング                     | OLM、Production I.G、シグナル・エムディ        | 協力              |
| 2019年 | GO!GO!アトム                              | Planet Nemo Animation                          | -2020年、企画協力 |
| 2023年 | PLUTO                                     | スタジオM2                                     | 制作協力          |

### 短編アニメ
宝塚手塚治虫記念館の館内上映用の短編アニメーション作品や、京都駅の中にかつて存在した手塚治虫ワールド（2011年1月16日閉館）の小規模シアターで上映するための短編作品群がある。

### 書籍
- Tezuka Productions: "Tezuka School of Animation, 1: Learning the Basics", Watson-Guptill(publisher), ISBN 978-1569709955 (September 1, 2003).　※アニメーションの描き方の指南書（英語）。
- Tezuka Productions: "Tezuka School of Animation, 2: Animals in Motion", Watson-Guptill(publisher), ISBN 978-1569709948 (September 1, 2003). 　※アニメーションの描き方の指南書（英語）。
- 小林準治:「手塚プロが教える 動物アニメーションの描きかた」、PHP研究所、ISBN 978-4-569-83454-2 (2016年12月5日）。

### その他
- アポロの歌（パイロットフィルム、1970年）
- 火の鳥 （東宝系、実写版、市川崑監督、1978年）のアニメーション部分を担当 ※ 原作：手塚治虫「火の鳥　黎明編」。
- ブレイブファイヤーS0・9（PRムービー、パイロットフィルム、1987年、電力会社のPR用のスペシャルアニメ作品としてコンペに出品したパイロットフィルム。手塚治虫がナレーションを務める。太陽光発電を推す内容）。
- 白痴 （実写映画、手塚プロ初のR-15指定の作品[注 4]、1999年）- 手塚眞の映画作品。
- ブラック・ジャック（協力、TBSスペシャルドラマ版、2000年）
- ガラスの脳（協力、実写映画、2000年、手塚治虫の原作漫画の実写化作品）
- ミッドナイト(東京ハイビーム＋四谷天窓提携公演、2016年8月) - ミッドナイト初の舞台化。高田馬場ライブハウス四谷天窓で上演。

この他にも、手塚治虫の原作漫画から実写化（翻案を含めて）した例はテレビ作品、劇場用映画などでいくつかある。建設会社などで用いられるまんが標識にて手塚プロの著作表示がされているものがある。

## 事業所
本社
- 〒169-8575 東京都新宿区高田馬場4丁目32番11号

スタジオ
- 〒352-0011 埼玉県新座市野火止4丁目4番14号

宝塚事務所
- 〒665-0844 兵庫県宝塚市武庫川町4番10号 キムラヤ第一ビル2F

## 関連人物
- 手塚治虫
- 手塚眞
- 手塚悦子
- 手塚るみ子
- 松谷孝征
- 清水義裕
- 明田川進
- 池原しげと
- 伊藤嘉之
- 上口照人
- 内田裕
- 片山みゆき
- 神村幸子
- 河口俊夫

- 桑原智
- 小中和哉
- 小林準治
- 斉藤圭太
- 坂口尚
- 宍倉敏
- 篠原隆
- 杉野昭夫
- 鈴木清司
- 鈴木卓夫
- 瀬谷新二
- 高橋良輔

- 高柳久美子
- 竹内啓雄
- 富野由悠季
- 中川航
- 西田正義
- 伴俊男
- 牧野吉高
- 真佐美ジュン
- 森晴路
- 吉村文宏
- 吉村昌輝
- 吉村ゆう
- 宇田川純男
- 湯本裕幸
- 出崎統
- 丸山正雄